# Schweizer Lebensmittel mit geschütztem Ursprung
Schweizer Lebensmittel mit geschütztem Ursprung tragen eine der beiden geschützte Herkunftsbezeichnungen: Appellation d’Origine Protégée, AOP (geschützte Ursprungsbezeichnung, GUB) und Indication géographique protégée IGP (geschützte geografische Angabe, GGA). Beide sind offizielle, staatlich geschützte Bezeichnungen, die von einer unabhängigen Zertifizierungsstelle kontrolliert werden. Für jedes Produkt gibt es ein exaktes Pflichtenheft, in dem die Qualität und die regionstypische Eigenschaften definiert sind. Am 7. Mai 2013 wurde die Bezeichnung Appellation d’Origine Contrôlée, AOC durch Appellation d’Origine Protégée (AOP) ersetzt.
Die beiden Herkunftsbezeichnungen werden in der Schweiz von der Schweizerischen Vereinigung der AOP-IGP vertreten.
Für eine getrennte Auflistung nach AOP und IGP siehe: Herkunftsbezeichnung#Geschützte Herkunftsbezeichnungen in der Schweiz

## Käse
| Bezeichnung                      | Region | Milch von | Qualität | Typ                    |
| -------------------------------- | --- | --------- | -------- | ---------------------- |
| Berner Alp- und Hobelkäse        | Berner Oberland / Kanton Bern                                                                                                | Kuh       | AOP      | Rohmilchkäse           |
| Bloderkäse, Sauerkäse (Vorstufe) | Werdenberg, Obertoggenburg inkl. Ebnat-Kappel, Amden und Fürstentum Liechtenstein                                            | Kuh       | AOP      | Sauerkäse              |
| Emmentaler                       | Kantone Aargau, Bern, Glarus, Luzern, Schwyz, Solothurn, St. Gallen, Thurgau, Zug, Zürich und Freiburg                       | Kuh       | AOP      | Rohmilch-Hartkäse      |
| L’Etivaz                         | Gemeinden Château-d’Oex, Rougemont, Rossinière, Ollon, Villeneuve, Ormont-Dessus, Ormont-Dessous, Corbeyrier, Leysin und Bex | Kuh       | AOP      | Hartkäse               |
| Formaggio d'alpe ticinese        | Kanton Tessin | Ziege     | AOP      | Halbhartkäse           |
| Glarner Alpkäse                  | Kanton Glarus | Kuh       | AOP      | Rohmilch-Halbhartkäse  |
| Le Gruyère oder auch Greyerzer   | Kantone Bern, Freiburg, Waadt, Neuenburg und Jura sowie Teile der Deutschschweiz                                             | Kuh       | AOP      | Rohmilch-Hartkäse      |
| Sbrinz                           | Kantone Luzern, Schwyz, Ob- und Nidwalden, Zug, Bern und St. Gallen                                                          | Kuh       | AOP      | Rohmilch-Hartkäse      |
| Tête de Moine                    | Freiberge, Pruntrut, Moutier und Courtelary, Saulcy sowie die Parzelle der Käserei Courgenay                                 | Kuh       | AOP      | Halbhartkäse           |
| Vacherin fribourgeois            | Kanton Freiburg sowie die Berner Gemeinden Clavaleyres und Münchenwiler                                                      | Kuh       | AOP      | Halbhartkäse           |
| Vacherin Mont-d’Or               | Vallée de Joux sowie den Fuss des Waadtländer Jura                                                                           | Kuh       | AOP      | Weichkäse              |
| Walliser Raclette                | Kanton Wallis | Kuh       | AOP      | Rohmilch-Halbhartkäse  |
| Walliser Raclette Hobelkäse      | Kanton Wallis | Kuh       | AOP      | Rohmilch-Extrahartkäse |
| Walliser Raclette Schnittkäse    | Kanton Wallis | Kuh       | AOP      | Rohmilch-Halbhartkäse  |

## Fleisch
| Bezeichnung                       | Herstellungsgebiet                                                                                           | Tierart / Herkunft                   |
| --------------------------------- | --- | ------------------------------------ |
| Appenzeller Mostbröckli (IGP)     | Kantone Appenzell Innerrhoden, Appenzell Ausserrhoden und St. Gallen                                         | Rind (Kuh) / Schweiz                 |
| Appenzeller Pantli (IGP)          | Kantone Appenzell Innerrhoden, Appenzell Ausserrhoden und St. Gallen                                         | Schwein, Rind / Schweiz              |
| Appenzeller Siedwurst (IGP)       | Kantone Appenzell Innerrhoden, Appenzell Ausserrhoden und St. Gallen                                         | Schwein, Rind / Schweiz              |
| Berner Zungenwurst (IGP)          | Kanton Bern                                                                                                  | Schwein, Rind / Schweiz              |
| Boutefas (AOP)                    | Kantone Waadt und Freiburg, mit Ausnahme des Sensebezirks                                                    | Schwein / Kantone Waadt und Freiburg |
| Bündnerfleisch (IGP)              | Hauptsächlich Kanton Graubünden                                                                              | Rind / Südamerika, Europa            |
| Glarner Kalberwurst (IGP)         | Kanton Glarus                                                                                                | Schwein, Rind (Kalb) / Schweiz       |
| Jambon de la Borne (AOP)          | Kanton Freiburg sowie folgende Bezirke des Kantons Waadt: Broye-Vully, Lavaux-Oron und Riviera-Pays-d’Enhaut | Schwein / Kantone Waadt und Freiburg |
| Longeole (IGP)                    | Kanton Genf                                                                                                  | Schwein / Schweiz                    |
| Saucisse d’Ajoie (IGP)            | Bezirk Pruntrut im Kanton Jura                                                                               | Schwein, Rind / Schweiz              |
| Saucisse aux choux vaudoise (IGP) | Kanton Waadt                                                                                                 | Schwein / Schweiz                    |
| Saucisson neuchâtelois (IGP)      | Kanton Neuenburg                                                                                             | Schwein / Schweiz                    |
| Saucisson vaudois (IGP)           | Kanton Waadt                                                                                                 | Schwein / Schweiz                    |
| St. Galler Kalbsbratwurst (IGP)   | Kantone St. Gallen, Appenzell Ausserrhoden, Appenzell Innerrhoden und Thurgau                                | Schwein, Rind (Kalb) / Schweiz       |
| Walliser Rohschinken (IGP)        | Kanton Wallis                                                                                                | Schwein                              |
| Walliser Trockenfleisch (IGP)     | Kanton Wallis                                                                                                | Rind / Schweiz                       |
| Walliser Trockenspeck (IGP)       | Kanton Wallis                                                                                                | Schwein                              |

## Spirituosen
| Bezeichnung                   | Herstellungsgebiet                                                            | Typ |
| ----------------------------- | ----------------------------------------------------------------------------- | --- |
| Abricotine                    | Kanton Wallis                                                                 | AOP |
| Damassine                     | Kanton Jura                                                                   | AOP |
| Eau-de-vie de poire du Valais | Kanton Wallis                                                                 | AOP |
| Zuger Kirsch und Rigi Kirsch  | Kanton Zug sowie neun Schwyzer und sieben Luzerner Gemeinden rund um die Rigi | AOP |

## Andere
| Bezeichnung             | Herstellungsgebiet                                                                                     | Typ |
| ----------------------- | --- | --- |
| Cardon épineux genevois | Kanton Genf                                                                                            | AOP |
| Cuchaule                | Kanton Freiburg                                                                                        | AOP |
| Huile de noix vaudoise  | Kanton Waadt                                                                                           | AOP |
| Munder Safran           | Mund im Kanton Wallis                                                                                  | AOP |
| Poire à Botzi           | Kanton Freiburg, eine Gemeinde in Bern sowie zwei ehemalige Bezirke und zwei Gemeinden im Kanton Waadt | AOP |
| Rheintaler Ribelmais    | Rheintal und Fürstentum Liechtenstein                                                                  | AOP |
| Walliser Roggenbrot     | Kanton Wallis                                                                                          | AOP |
| Zuger Kirschtorte       | Kanton Zug                                                                                             | IGP |

## Schweizerische Vereinigung der AOP-IGP
Die Schweizerische Vereinigung der AOP-IGP wurde am 24. Februar 1999 gegründet. Erster Präsident wurde Jacques Henchoz (1999–2005), gefolgt von Frédéric Brand (2005–2007), Alain Berset (2007–2011), Géraldine Savary (2012–2020) und Benedikt Würth (2020–).